# Luiz Otávio Santos de Araújo
Luiz Otávio Santos de Araújo (født 12. oktober 1990) er en brasiliansk fodboldspiller.